# Revista de Historia Militar
La Revista de Historia Militar (Rev Hist Mil) es una publicación de periodicidad semestral, sobre historia militar publicada por el Instituto de Historia y Cultura Militar del Cuartel General del Ejército de Tierra de España.  Fundada en 1957 por D.O. del M. E. núm. 142 de 26 de junio de dicho año.
Está disponible tanto en soporte impreso como por Internet.  Acepta investigaciones de autores indistintamente de su nacionalidad.